# こどもホスピス
こどもホスピス (英語: children's hospice) は、子どもやまだ成人に達していないと思われる若者たちに、彼らが直面している情緒的、身体的な深刻な状況(challenges) において援助し、またその家族にレスパイトケア (ケアする人に休息を与えるケア) を提供するために特に考えられたホスピスである。

## サービス
典型的なホスピス・サービスは以下のようなものを提供する:
- 専門家の子どもの緩和ケア、レスパイトケア、救急、およびターミナルケア（これはホスピスまたは子どもの家の中である可能性がある）
- 死別のカウンセリングとサポート。通常、個人のホームサポートとして提供されるほか、グループや兄弟姉妹の場合もある。
- 情報、アドバイス、実践的な支援
- 24時間電話サポート
- 指名された子供や家族と協力してサポートが一貫し、訪問間で継続されることを保証する連絡システムまたは主要な労働者
- 理学療法と多くの補完療法
- 音楽と遊戯療法
- 兄弟姉妹のための活動。

こどもホスピスサービスは、あらゆる信仰、文化、民族的背景を持つ家族と協力し、各家族の日常生活に不可欠な宗教的慣習や文化的ニーズの重要性を尊重するものである。多くのホスピスには、さまざまな信仰や習慣に精通している牧師がいる。各サービスは通常、活動を継続するために公的支援を受ける独立した慈善団体である。
こどもホスピスサービスは、成人期に達することがないと予想される子どもや若者とその家族の生活の質を向上させることに専念している。
これらは、家庭やホスピスで、多くの場合何年にもわたって、子供や若者の病気のどの段階でも、柔軟で実用的かつ無料のサポートを提供する。これには、家族が休憩できるようにする短い休憩や日中の活動、痛みやその他の苦痛を伴う症状のコントロールの支援、兄弟姉妹を含む家族への支援が含まれている。子どもの人生の終わりが近づくと、子どものホスピスサービスは、必要な限り終末期のケアと死別のサポートを提供し、家族や友人が尊厳と平和をもって死に近づくのを助ける場所となる。

## イングランドのこどもホスピス
オックスフォードシャーのヘレン&ダグラスハウスは、世界初のこどもホスピスとして誕生した。これは、1982年11月にヘレンハウスがまずオープンした。その後、ダグラスハウスがそれに続いた。そのきっかけは、1978年に脳腫瘍を発症したヘレンという2歳の少女だった。これはうまく取り除くことができたが、ヘレンの脳は重傷を負い、取り返しのつかないほどの損傷を受けた。彼女の環境との接触は厳しく制限されていた。彼女は話すことも座ることも、体の動きを調整することもできなかった。
修道女で小児科の看護師であるオールセインツのシスター、フランシス・ドミニカ  は、病院でヘレンと彼女の家族に出会った。彼らの間に親密な友情が育まれた。シスター、フランシスは、6箇月の入院期間中、ヘレンを訪問し続けた。この関係は、ヘレンが帰国した後も続いた。両親を何度も救うために、フランシスは定期的にヘレンを修道院に連れて行った。
ヘレンと彼女の家族とのこの友情から、シスター、フランシス・ドミニカは他の家族がヘレンの家族と同じ悲惨な状況にあることに気づき、「ヘレンハウス」が発展した。オックスフォードの「ヘレンハウスホスピス」は、1982年に世界初の小児ホスピスとして活動を開始しました。1998年のオルペでは、フランシスコ会のシスターがドイツで最初の小児ホスピスであるオルペ慈善協会の支援を受けて、小児ホスピスのバルタザールが開催された。同じ後援の下、2009年にオルプに約25歳までの青年および若年成人向けの最初のユースホスピスがオープンした。子供や若者向けのホスピスサービスは100以上ある。
スコットランド小児ホスピス協会が運営するスコットランドで最初の小児ホスピス、レイチェルハウスは、1996年3月にオープンした。
現在、英国全土で40を超える運営中の小児ホスピスサービスが開かれている。イギリスの小児ホスピスサービスは、平均5％の政府資金を受け取り、公的寄付に大きく依存している。

## アメリカ合衆国のこどもホスピス

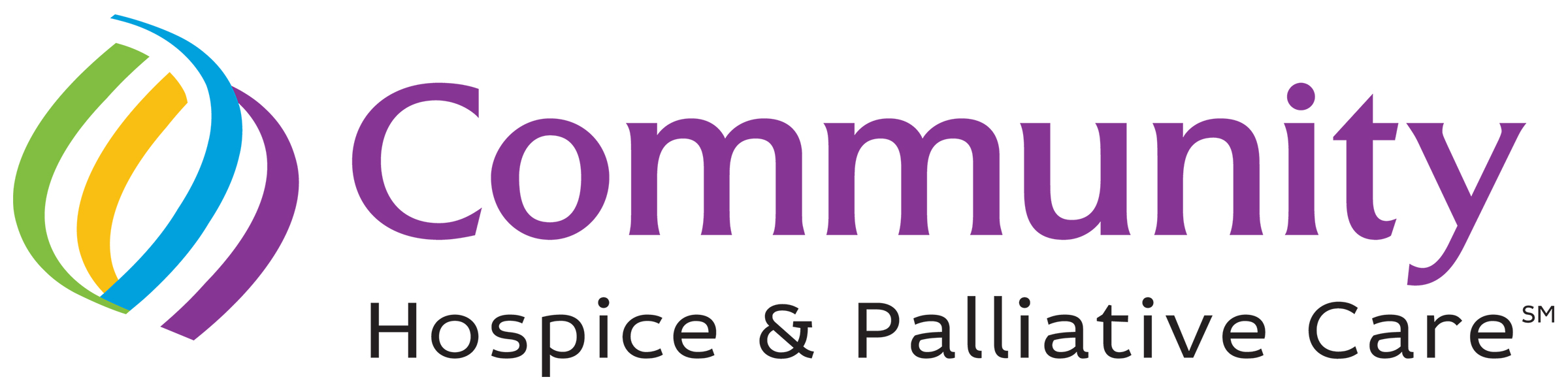
CommunityPedsCareと呼ばれる小児ケアプログラムを備えたCommunityHospice＆PalliativeCareロゴ

こどもホスピスの機能の多くが子ども病院で提供されているアメリカ合衆国では、こどもホスピス運動は、まだ比較的初期の段階に留まっている。1983年に、アメリカ合衆国にある1,400のホスピスのうち、子どもを受け入れることができたのは、4ヵ所だけであった。医師が子供がもはや医学的に治癒できないと判断しなければならない場合、両親とともに、子どもの最善の利益を念頭に置いて、ケアを終了する決定が下されることになる。両親と医師の間で決定に達することができないとき、それは非常に小さな割合である。その場合、医師は、子どものケア目標に向けて医師が必要と見なしていない治療ケアを提供する義務を負うことはない。
深刻な発達障害のある子どもの親のほとんどは、終末期の意思決定プロセスを積極的に共有している。
終末期ケアの決定を行う際に親が考慮に入れる主な要因は、子どもの最善の利益を主張することの重要性である。また、目に見える苦しみ、残りの生活の質、そして生き残るための子どもの意志も影響を及ぼしている。
こどもホスピスケアの発展の初期の段階での主な進展は次のとおりである。
- 1996年：チルドレンズ・ホスピス・インターナショナル（Children's Hospice International、CHI）の創設ディレクターであるアン・アームストロング・ディレイは、米国保健社会福祉省（HHS）との提携を開始し、家族とメディケイドプログラム全体のためのより良い方策を生み出した。
- 1999年：議会は初年度のCHIPACCの割り当てを承認した。
- 2005年6月：保健社会福祉省は、フロリダ州に対するCHIのオールインクルーシブケアプログラム（CHI PACC）の免除を承認した。
- 2005年9月：元保健社会福祉省長官のトミー・トンプソンは、子どもの健康管理を代表する彼の卓越したサービスに対して、CHIの「MattieStepanek」賞を受賞した[9]。
- CHIの努力により、米国の3,000を超えるホスピスのほとんどが子どもを受け入れることを検討するようになった。また、約450のプログラムには、子ども向けのホスピス、緩和ケア、または在宅ケアサービスがある[10]。

いくつか既に独立したこどもホスピスも存在している。以下はそのリストである。
- フロリダ州ジャクソンビルのコミュニティホスピス＆緩和ケア、1979年に設立。
- ジョージ・マーク・チルドレンズホスピス、2004年3月にカリフォルニアにオープン[11]
- ライアンハウス、2010年3月にアリゾナ州にオープン[12]
- エンジェル・アンアウェア (Angel Unaware)[13]、は2015年7月にテキサス州フォートワースにオープンした[14]。ウェブサイトは機能していない。
- 2011年秋にメリーランド州ボルチモアにオープンしたドクター・ボブズ・プレイス (Dr.Bob's Place) は、現在は運営されていない。
- ホスピス・オブ・ミシガンには、グランドラピッズを拠点とする専用の小児科プログラムがある。
- オハイオ州シンシナティのサラハウス[15]。

- ペンシルベニア州フィラデルフィアにあるコナーズ・ハウス（2007年から2016年8月まで運用、廃止）[16]
- ミネソタ州セントルイスパークに2018年11月11日にオープンしたミネソタ州クレセントコーブ[17]。
- プロビデンス・トリニティ・ケアホスピス、トリニティキッズケアは2001年にオープンし、カリフォルニアのロサンゼルス郡とオレンジ郡にサービスを提供している。
- ワシントン州シアトルのてんとう虫の家。2017年5月に商標登録された[18]。
- バージニア州ポーツマスの子供のためのエドマークホスピス。1978年に設立された。

## カナダのこどもホスピス
- カヌークプレイス・チルドレンズ・ホスピス (Canuck Place Children'sHospice) - ブリティッシュ・コロンビア州バンクーバーに1995年にオープン。
- ダヴァル・ホスピス (DavalHospice) - オンタリオ州ナイアガラフォールズに計画されているセンター。
- ロータリー/炎の家 - アルバータ州カルガリーに2009年にオープン。
- フィリップ・アジズ・センター（チルドレンズホスピス） - オンタリオ州トロントに計画されたセンター。
- ロジャーの家 - 2006年にオープンしオタワ、オンタリオ州。
- ラ・メゾン・アンドレ・グラットン・デュファー - 幼児の他、家族も受け入れる。2007年にオープンし、モントリオール、ケベック。

## ドイツのこどもホスピス
ドイツのホスピス協会は、ドイツの外来患者と入院患者の子供のホスピス団体の統括組織として2002年に設立されている。これは、子どものホスピスの活動を支援し、利害関係者、影響を受ける人々、政治および専門家に助言を行っている。ドイツには子どもと若者のための17の入院ホスピスがある（1日ホスピスを含む）。これらは、バートグレーネンバッハ、ベルリン(２ヵ所)、ビーレフェルト、ブルク（シュプレーヴァルト）、デュッセルドルフ、デュッセルドルフ、ゲルセンキルヒェン、ハンブルク、クレーフェルト、ライプツィヒ、マグデブルク、オルペ、シュトゥットガルト、サイク、タンバッハディータルツ（テューリンゲン）、ヴィースバーデン、ヴッパータール、ウィルヘルムにある。

## オーストラリアのこどもホスピス
- 「非常に特別な子どもたち」-ビクトリア州メルボルンのマルバーンにあるオーストラリア初のこどもホスピスは、1996年にオープンした[20]。
- ベア・コテージ - 2001年にニューサウスウェールズ州シドニーのマンリーにオープン[21]。
- ハミングバード・ハウス - 2016年10月にクイーンズランド州ブリスベンのチャームサイドにオープン[22]。

## 南アフリカの子どもホスピス
- 南アフリカのケープタウンにあるアイリス・ハウス・チルドレンズホスピス[23]。2011年に設立された、これは家族全員の世話をするための全体的なアプローチを含むこどもホスピスである。

## 日本のこどもホスピス
日本のこどもホスピスは、欧米諸国より遅く、2012年に淀川キリスト教病院にこどもホスピス病棟ができ、独立したホスピスとしては、2016年大阪で開設されたTSURUMIこどもホスピスが最初のものになる。東京には2016年4月に国立成育医療研究センターの中に、医療型短期入所施設として「もみじの家」が開設された。希少疾患や難病のため在宅で療養している子どもとその家族が短期滞在できる施設である。最長で1週間滞在し、自由にくつろいで過ごすことができる。関東地区では、2021年11月に、横浜こどもホスピス〜うみとそらのおうちがオープンした。これが国内では2ヵ所目となる。これからこどもホスピスの新設を目指しているグループに、東京こどもホスピスプロジェクト、愛知こどもホスピスプロジェクト、信州こどもホスピス、福岡子どもホスピスプロジェクト、北海道こどもホスピスプロジェクト、公益社団法人 こどものホスピス プロジェクト、ふくいこどもホスピスプロジェクトがある。

## 他の国々の子どもホスピス
- シューティングスター・チルドレンズホスピス (Shooting Star Children's Hospices) は、2011年に既存の２つの子どもホスピス CHASE (Children's Hospices Association for the South-East) と The Shooting Star Trust が合併して Shooting Star Chase となり、2019 年 2 月に Shooting Star Children's Hospices となった。 [27]
- リリア・イースタガートゥン (LillaErstagården) は2010年にオープンし、スウェーデンのストックホルムにある。北欧諸国で最初の小児ホスピスである[28]。
- ローラ・リンハウス (LauraLynn House) は、2011年にアイルランドのダブリンにオープンした。アイルランド共和国で最初の小児ホスピスである[29]。
- 2001年10月にベルファストにオープンした北アイルランドのホライゾン・ハウス[30]。
- 2011年にハンガリーのペーチにある最初のハンガリー小児ホスピスであるドリ・ハウス (DóriHouse)[31] と、ハンガリーでは2番目になるトルクバーリントにあるタビサ・ホスピス[32]。
- シュテルンターラーホーフ（英語版）(星の金貨邸、Sterntalerhof) は1999年にオープンし、オーストリアのロイパースドルフキッツラーデンにある。これはまだオーストリアで最初で唯一の子どものホスピスである[33]。
- ポーランドのこどもホスピス、財団法人ポドカルパティアン子どもホスピスは、2006年に設立された。[34]そして、グダニスクの子供のためのポメラニアン ホスピスは 2008 年に設立されている。
- エズグ・アマル慈善財団は、タシケントのザンギアタ地区に緩和ケアのための小児ホスピス「タクシン」（「慰め」）を設立した。[35]2022 年 8 月 25 日にオープンしたこの施設は、ウズベキスタンで初めてのこの種の施設である。[36]

## こどもホスピスへの倫理的関与
今日の子ども病院は倫理相談 (Ethics consultation) を受けている。倫理相談は、患者、スタッフ、その他の倫理的懸念の解決を支援することを目的とした相談である。それはすべて、患者の倫理的信念、家族、および事件に関与する専門家を考慮することから始まる。人は、それぞれに他人と異なる倫理的信念に従うのが常であり、倫理的ジレンマ (葛藤、二律背反) は価値観の違いまたはそれらの共有された価値観の優先順位から生じる傾向がある。
加えて、それらの患者をケアする病院などにも、独自の価値観がある。患者ケアの優先順位付けを専門とする病院もあれば、研究に専念している病院もある。公立の病院もあれば、私立の病院もある。一部はコミュニティにサービスを提供し、価値観はコミュニティごとに異なる可能性があり、これも意見の不一致を引き起こす可能性がある。 施設や病院にも、その施設の使命声明に書かれている独自の価値がある。

## 倫理相談の歴史
倫理委員会 (一部では、倫理審査委員会) は1960年代後半から1970年代初頭に始まった。当初の目的は、倫理的に物議を醸す臨床状況についての議論に様々な声を届けるのが目的であった。倫理委員会の議論のテーブルにもたらされた最初の声は、神学者、哲学者、社会科学者、人文科学者および他の専門家であった。何年にもわたって、倫理相談はより広く受け入れられるようになってきた。現在、米国および世界中のほとんどの病院には、倫理委員会と倫理相談の手順が存在している。1970年代初頭、多くの専門家は、医学教育がしっかりと構築されておらず、医師が機械的人工呼吸、透析、移植などの新技術に関連する倫理的問題に対処する訓練を受けていないことに気づかされた。そのような技術の誕生後、腎不全は致命的であることが確実であったが、今では、医師は誰かがどこで、いつ、そしてどのように死ぬことができるかについて選択を始めている。解決策の1つは、医師が複雑な倫理的問題を考え、解決するのに役立つ神学者、哲学者、社会科学者を招き入れることであった。